# Rovoliárion
Rovoliárion (Rovoliari) är en ort i Grekland.   Den ligger i prefekturen Fthiotis och regionen Grekiska fastlandet, i den centrala delen av landet, 190 km nordväst om huvudstaden Aten. Rovoliárion ligger 743 meter över havet och antalet invånare är 303.
Terrängen runt Rovoliárion är lite bergig. Runt Rovoliárion är det ganska glesbefolkat, med 22 invånare per kvadratkilometer. Närmaste större samhälle är Makrakómi, 12,6 km sydost om Rovoliárion. 